# جين هيلي
جين هيلي (بالإنجليزية: Gene Healy)‏ هو صحفي أمريكي، ولد في 16 نوفمبر 1970 في الولايات المتحدة.

## وصلات خارجية
- الموقع الرسمي